# Volo Buddha Air 103
Il 25 settembre 2011, il volo Buddha Air 103, un Beechcraft 1900D, si schiantò vicino a Patan, in Nepal, mentre tentava di atterrare in condizioni meteorologiche avverse al vicino aeroporto di Kathmandu. Tutti i 19 passeggeri e l'equipaggio a bordo persero la vita. L'aereo, della compagnia Buddha Air, operava un volo turistico nelle vicinanze del Monte Everest.

## L'aereo
Il velivolo coinvolto era un Beechcraft 1900D, marche 9N-AEK, numero di serie UE-295. Volò per la prima volta il 1º novembre 1997 ed era spinto da 2 motori turboelica Pratt & Whitney Canada PT6A-67D. Al momento dell'incidente, l'aereo aveva quasi 14 anni.

## L'incidente
Le prime indagini rivelarono che l'aereo operava secondo le regole del volo a vista (VFR); due minuti prima dell'atterraggio entrò nelle nuvole e si schiantò a circa 5 000 piedi (1 500 m). I controllori del traffico aereo e i membri della squadra investigativa sostennero come motivo dell'incidente un errore del pilota, in particolare la stanchezza del comandante e l'inesperienza del primo ufficiale.
I sedici passeggeri includevano dieci cittadini indiani, un giapponese, due statunitensi e tre nepalesi. Tutti i passeggeri tranne uno e i tre membri dell'equipaggio morirono sul luogo dell'incidente; un passeggero nepalese venne tratto in salvo ma morì durante il tragitto verso l'ospedale.
Un residente nel villaggio di Bishanku Narayan riferì che l'aereo aveva colpito il tetto di una casa del villaggio prima di disintegrarsi. In quel momento c'era una fitta nebbia che rendeva scarsa la visibilità nella zona montuosa.

## Le indagini

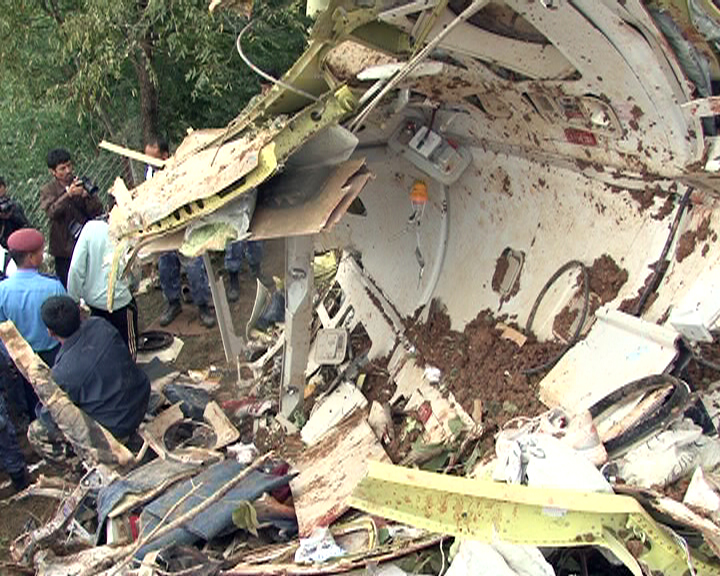
I rottami dell'aereo dopo lo schianto.

La commissione investigativa assegnata dal Ministero del turismo e dell'aviazione civile del Nepal presentò il proprio rapporto al Ministero. Gli investigatori affermarono in una conferenza stampa che fattori umani, principalmente la stanchezza da parte del comandante, portarono allo schianto. L'aereo era pilotato dal primo ufficiale ed era in avvicinamento a Kathmandu a 5 000 piedi (1 500 m) invece di 6 000 piedi (1 800 m) come richiesto, quando entrò in un banco di nebbia. Mentre si trovava all'interno della nuvola in condizioni di scarsa visibilità, l'aereo perse quota, colpì le cime degli alberi e si schiantò al suolo.
Il comandante aveva pilotato un altro aereo il giorno precedente ed era stato assegnato al volo dell'incidente con breve preavviso la mattina stessa, ma non aveva riposato a sufficienza. La commissione appurò che, a causa della conseguente stanchezza, il comandante aveva assegnato i compiti di volo al primo ufficiale sebbene non fosse ancora pronta per pilotare in condizioni impegnative. Il copilota aveva accumulato infatti solo 18 ore di esperienza di volo su quel tipo di aeromobile.
L'equipaggio non aveva seguito le procedure operative standard, che richiedevano che l'aereo volasse a oltre 6 000 piedi (1 800 m) nell'area dell'incidente. L'interazione tra i membri dell'equipaggio non era avvenuta secondo le procedure operative standard, ad esempio il comandante aveva distratto il primo ufficiale con frequenti consigli invece di spiegarle le procedure.
La commissione, a seguito dell'indagine, richiese a tutte le compagnie di installare sistemi di allarme di prossimità al suolo (TAWS) sui propri aerei e rilasciò altre otto raccomandazioni di sicurezza riguardanti la formazione dei piloti e l'installazione di ausili visivi.